# Gondrecourt-le-Château
Gondrecourt-le-Château är en kommun i departementet Meuse i regionen Grand Est (tidigare regionen Lorraine) i nordöstra Frankrike. Kommunen ligger i kantonen Gondrecourt-le-Château som tillhör arrondissementet Commercy. År 2022 hade Gondrecourt-le-Château 1 041 invånare.

## Befolkningsutveckling
Antalet invånare i kommunen Gondrecourt-le-Château
| Referens: INSEE |